# Duiven
Duiven es un municipio y una localidad de la Provincia de Güeldres de los Países Bajos.

## Galería

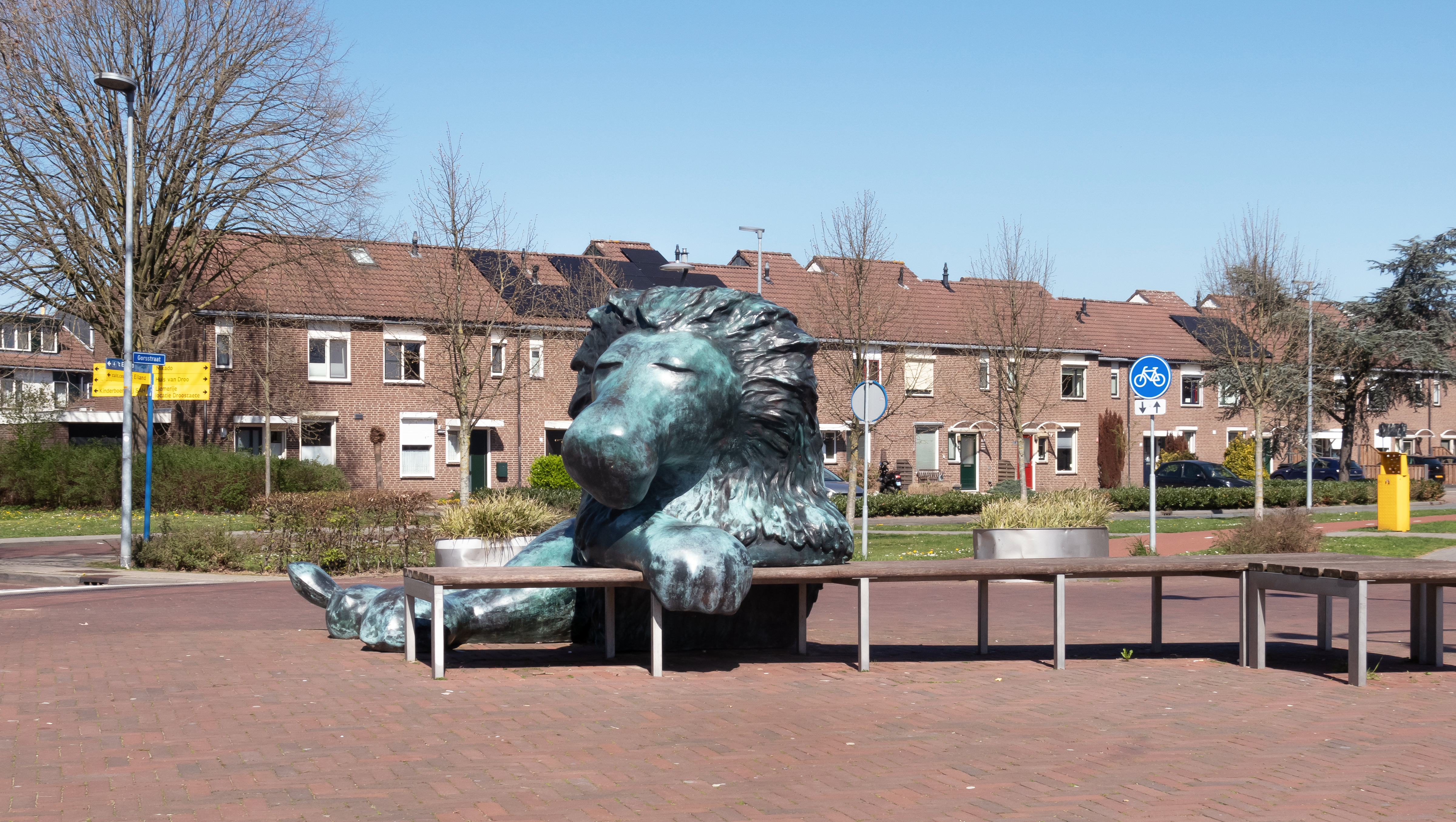
Duiven, la escultura Mamma ik zie een leeuw (Mamá veo un león) de Dedden & Keizer
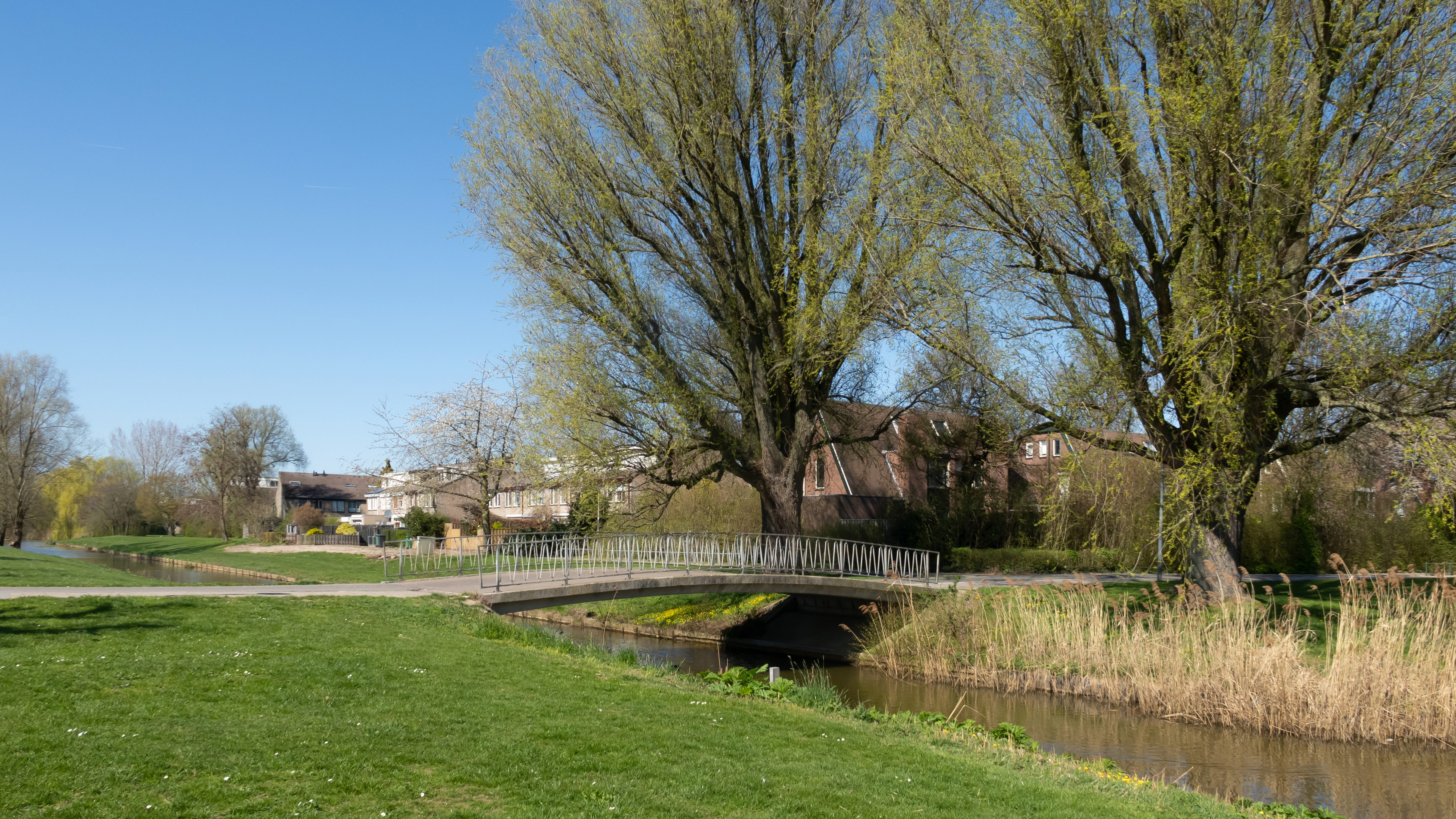
Duiven, en el Droopark cerca la Talingstraat
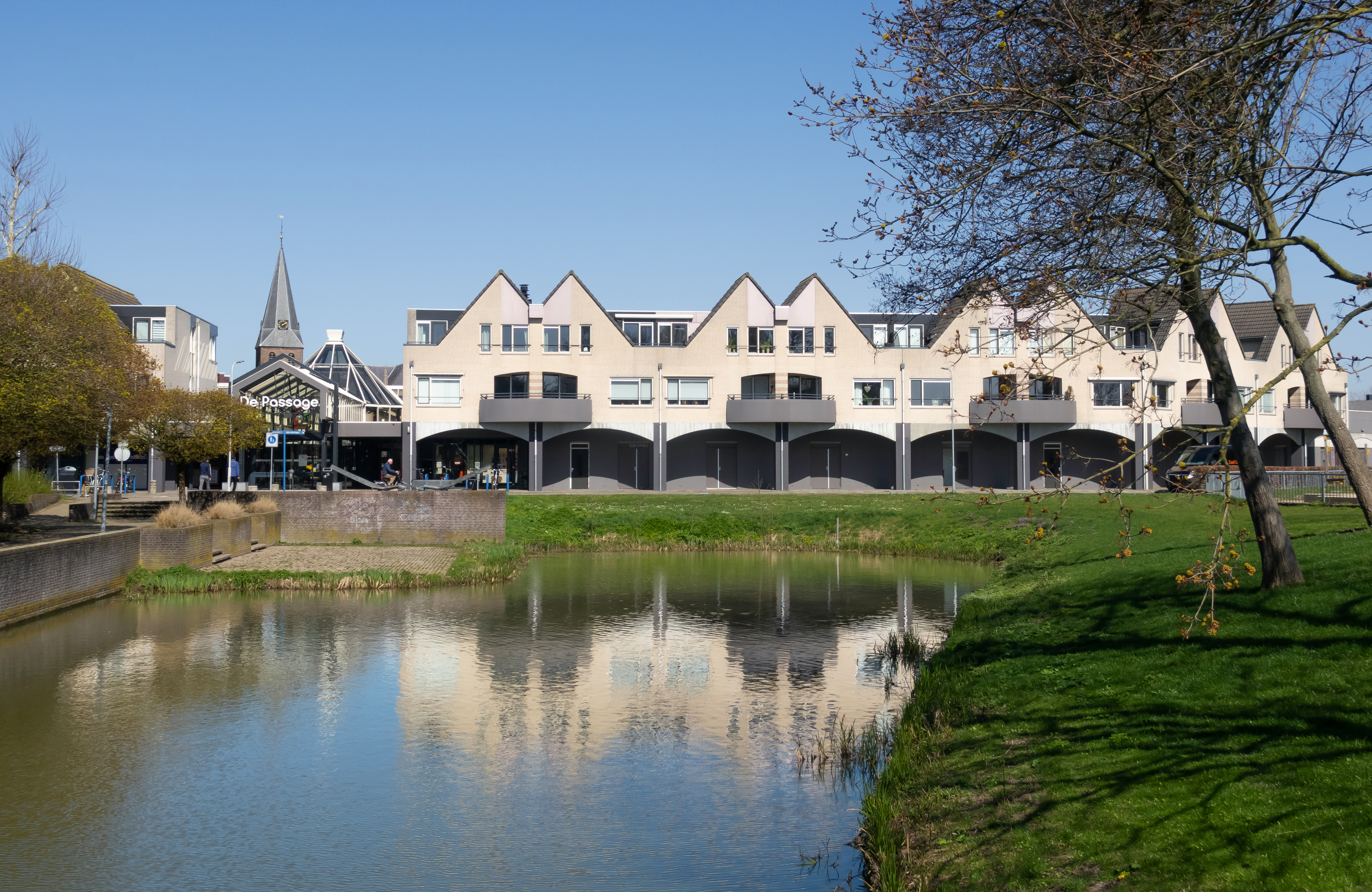
Duiven, vista del centro comercial (el Passage) desde el puente cerca de la escuela
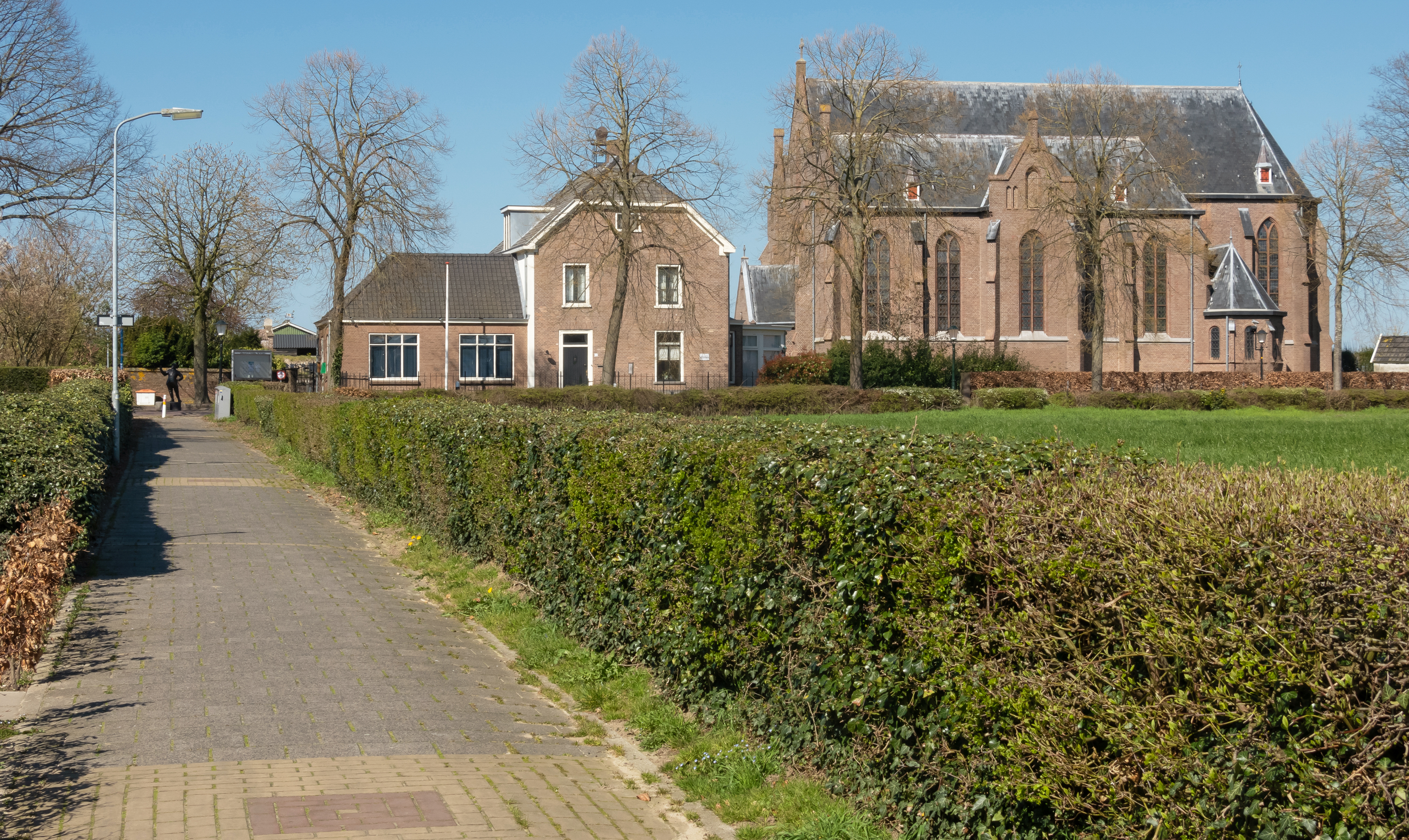
Loo, la iglesia: la Sint-Antonius Abtkerk
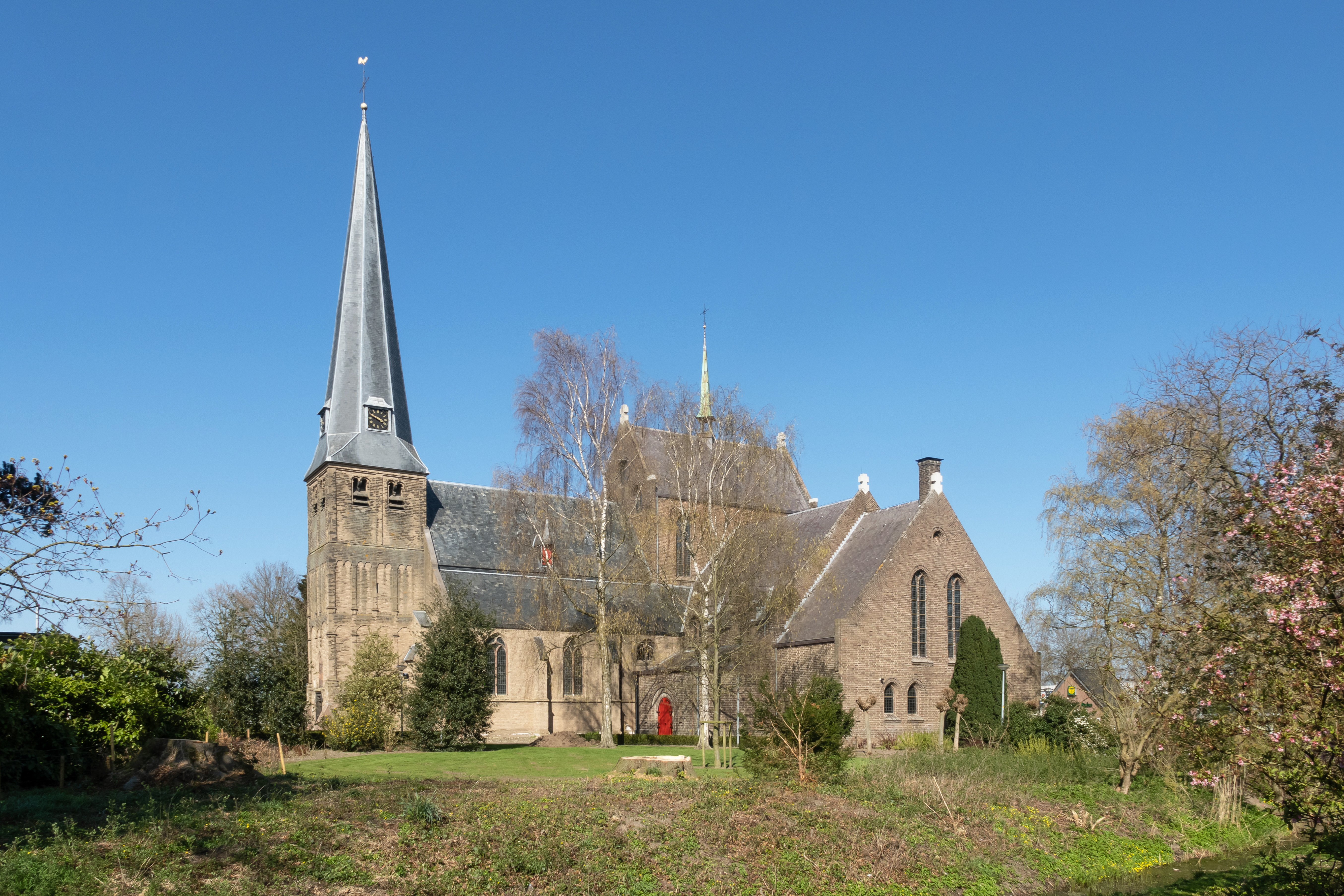
Groessen, la iglesia: la Sint-Andreaskerk
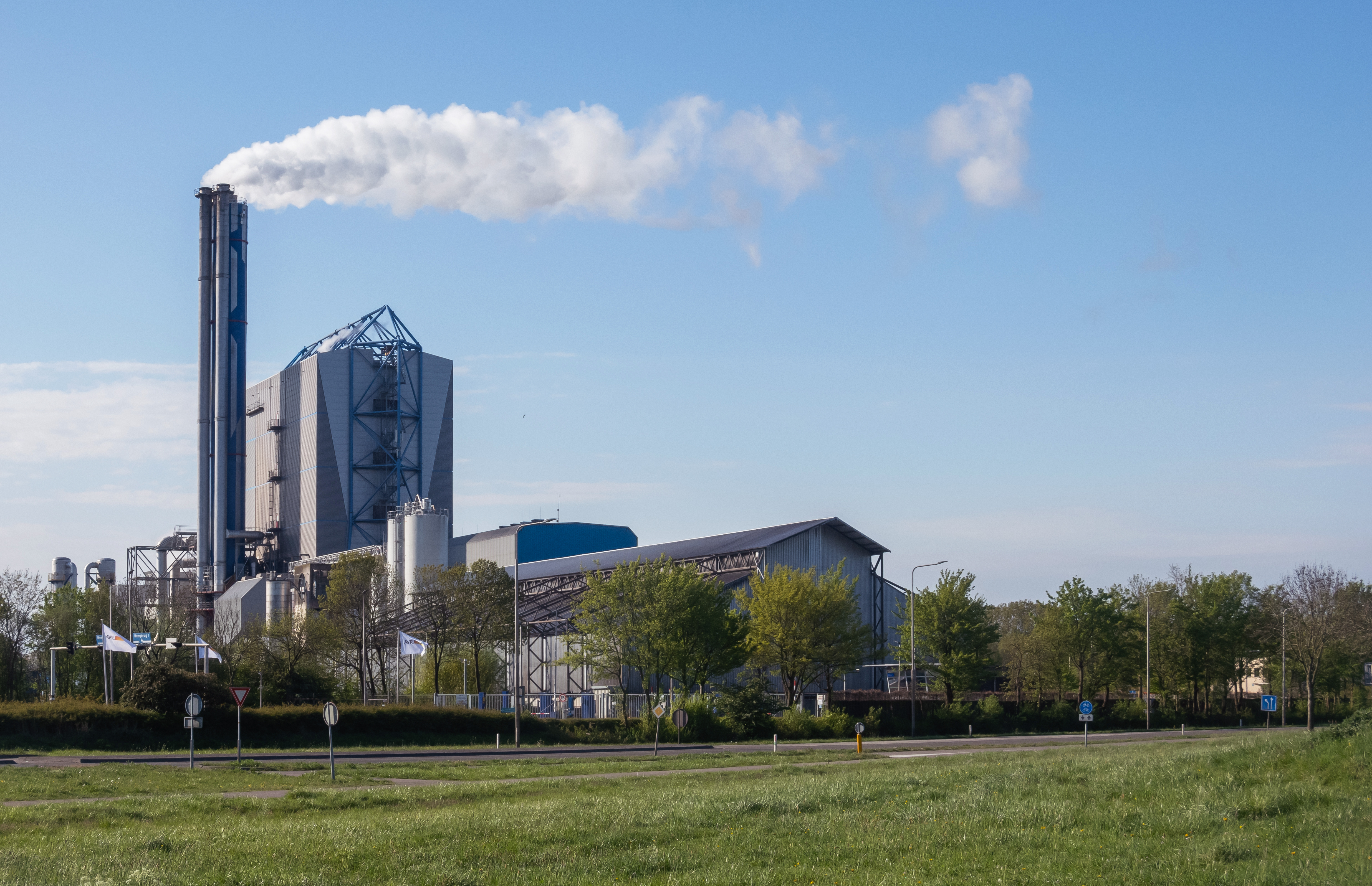
Duiven, la instalación de eliminación de desechos AVR